# Guardias rojos (China)

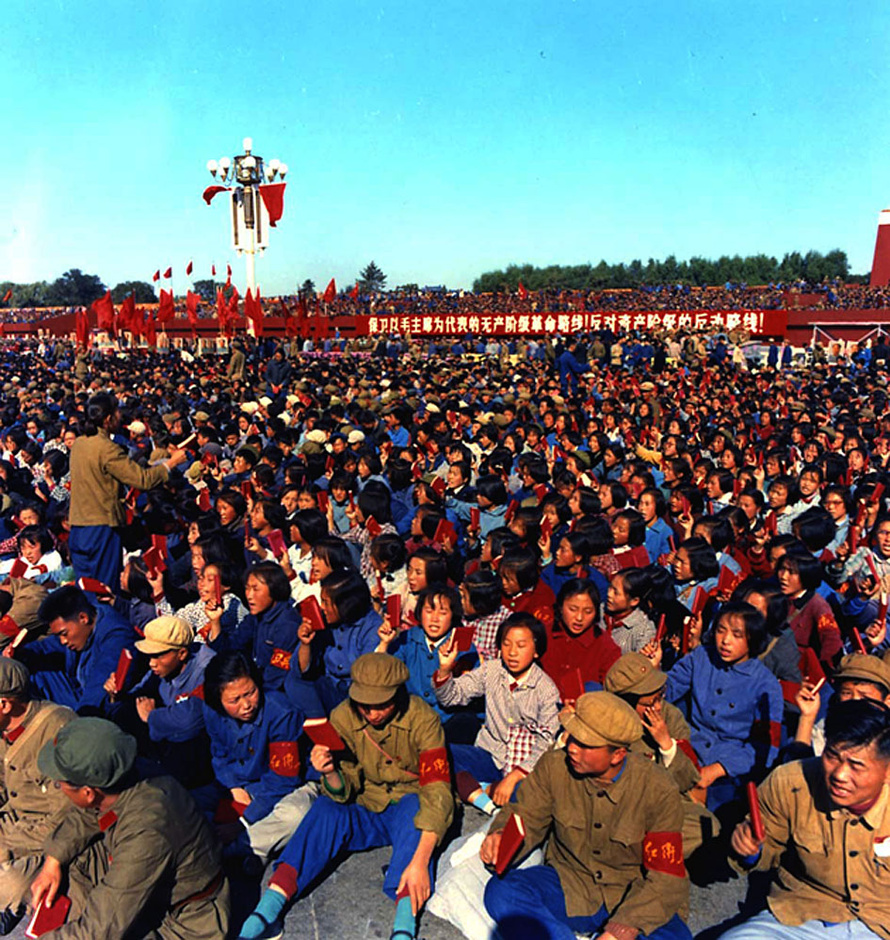
Guardias Rojos en 1966

Los Guardias Rojos (en chino tradicional, 紅衛兵; en chino simplificado, 红卫兵; pinyin, Hóng Wèi Bīng) fue un movimiento de masas, compuesto en su mayor parte por estudiantes universitarios y de escuelas secundarias en China, quienes fueron movilizados por Mao Zedong entre 1966 y 1967, durante la Revolución Cultural, en contra de los elementos elitistas de la sociedad.
Este movimiento fue promovido y manipulado por Mao en una estrategia de reconquista del poder. El movimiento en Pekín culminó durante el Agosto rojo de 1966, que luego se extendió a otras áreas de China continental. Para favorecer su desarrollo, Mao clausuró escuelas secundarias y universidades de 1966 a 1972.
Los Guardias Rojos fueron los autores de terribles acciones, las cuales abarcaron desde la destrucción sistemática del patrimonio hasta la humillación pública, el encierro en «campos de reeducación» (o laogai) y, en algunos casos, la ejecución de intelectuales. Tras los excesos, los Guardias Rojos fueron perseguidos por Mao quien envió al exilio a muchos de ellos. Para la sociedad urbana china, representaron un trauma que solo comenzó a ser superado después de la muerte de Mao. Así, varios ex Guardias Rojos, desencantados con la actitud de Mao, figurarán entre los primeros disidentes chinos y los más críticos a la leyenda del «Gran Timonel», como fue el caso de Wei Jingsheng o Jung Chang.
Al contrario de lo que se piensa, los Guardias nunca constituyeron una organización con liderazgo oficial, y existieron solo como una herramienta de las fuerzas fuera de los bastidores del estado comunista. Los Guardias rojos no tuvieron armas verdaderas, y aprovecharon las tácticas de desorden civil para lograr sus objetivos. Sin embargo, algunos escritores de la época realmente pensaron que los Guardias rojos eran un movimiento popular con atractivo para las masas. Hoy, la mayoría de los historiadores (especialmente los biógrafos de Mao Zedong Jung Chang y John Halliday) defienden la existencia de lazos entre los Guardias, la policía secreta de Kang Sheng y otros oficiales leales a la línea dura, como el Mariscal Lin Biao y Wang Hongwen.

## Orígenes
Los primeros estudiantes que se denominaron a sí mismos «Guardias rojos» fueron un grupo de la escuela secundaria adscrita a la Universidad Tsinghua, quienes usaron el nombre Guardias rojos para firmar dos dazibaos emitidos el 25 de mayo y el 2 de junio de 1966. Los estudiantes creían que la crítica de la obra de teatro La destitución de Hai Rui era una cuestión política y necesitaba mayor atención. El grupo de estudiantes, liderado originalmente por Zhang Chengzhi y Nie Yuanzi, escribió afiches como una crítica constructiva a la administración de la Universidad Tsinghua, que era acusada de albergar tendencias «burguesas» y «elitismo intelectual»; sin embargo, fueron denunciados como «contrarrevolucionarios» y «radicales» por la administración y los condiscípulos, tras lo cual fueron forzados a reunirse en secreto en las ruinas del Antiguo Palacio de Verano. A pesar de ello, Mao Zedong ordenó que el manifiesto de los Guardias rojos fuera transmitido por la radio nacional y publicado en el Diario del Pueblo, acción que les concedió legitimidad política y originó que otros grupos estudiantiles empezaran a aparecer a lo largo de China.
Debido a que el accionalismo había comenzado a surgir en el movimiento de los Guardias Rojos, a inicios de junio de 1966, Liu Shaoqi tomó la decisión de enviar equipos de trabajo del Partido Comunista de China. Estos grupos de trabajo estuvieron dirigidos por Zhang Chunqiao, director del Departamento de Propaganda del Comité Central del Partido Comunista y constituyeron el intento por parte del Partido de mantener al movimiento bajo su control; formaron organizaciones rivales de los Guardias rojos dirigidas por hijos e hijas de cuadros con la finalidad de desviar los ataques de quienes estuvieran en posiciones de poder. Además, estos grupos rebeldes, apoyados por el PCCh, también atacaron a estudiantes con antecedentes de haber pertenecido a una 'mala' clase social, lo que incluyó a los hijos de ex terratenientes y capitalistas. Estas acciones tuvieron como finalidad preservar el gobierno y el aparato estatal existente.
Mao, preocupado porque estos grupos de trabajo estuvieran estorbando el curso de la Revolución cultural, despachó a Chen Boda, Jiang Qing, Kang Sheng y otros para unirse a los Guardias Rojos y combatir a los equipos de trabajo. En julio de 1966, Mao ordenó la retirada de los equipos de trabajos restantes (contra los deseos de Liu Shaoqi) y condenó sus "cincuenta días de Terror Blanco". Desde entonces, los Guardias Rojos fueron libres de organizarse sin las restricciones del Partido y, en unas pocas semanas, con el apoyo de los seguidores de Mao, los Guardias Rojos habían aparecido en casi todas las escuelas de China.

## Rol en la Revolución Cultural

### Agosto rojo y terror rojo

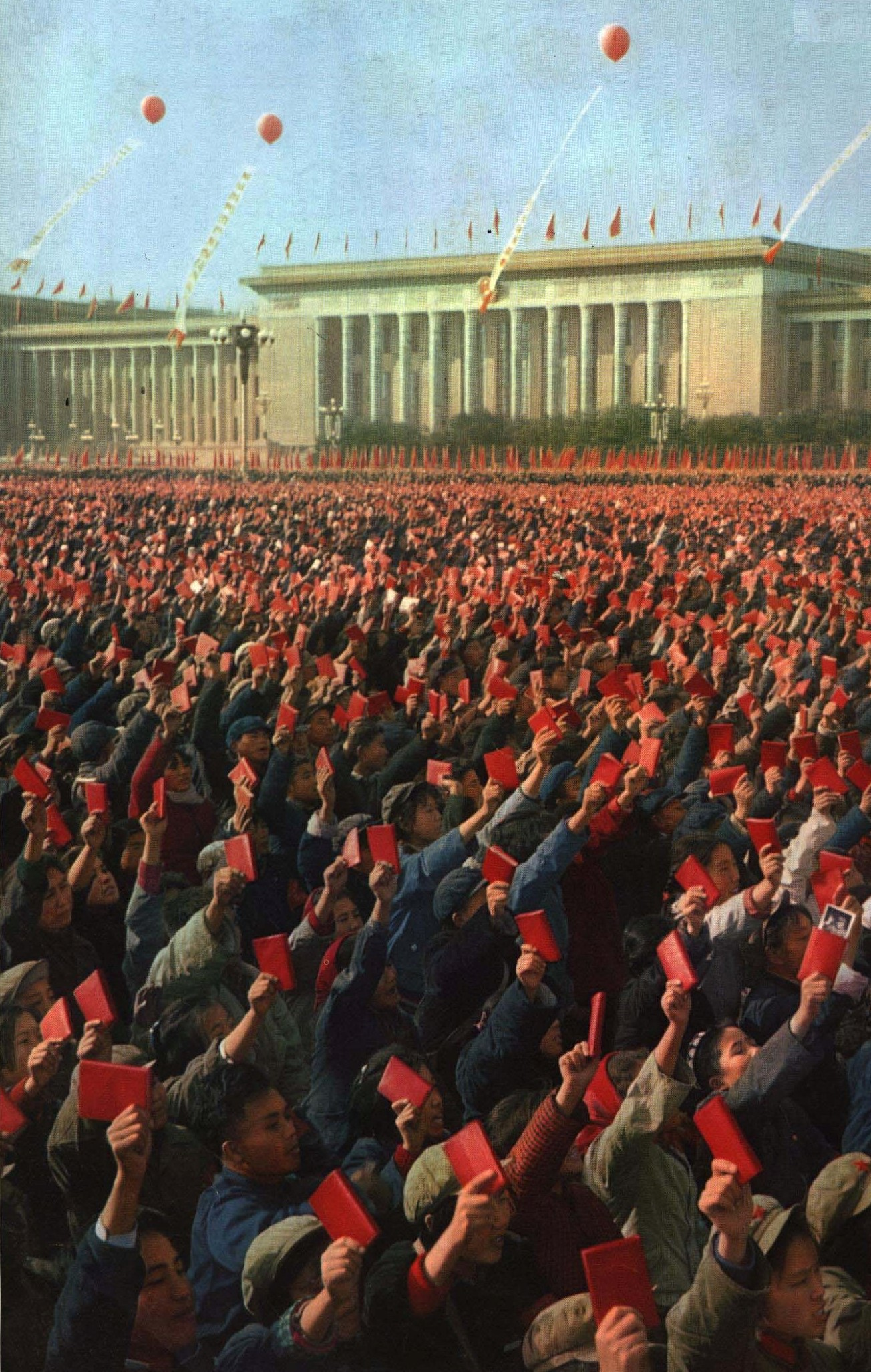
Guardias rojos en la Plaza de Tiananmen (Febrero de 1967)

El 18 de agosto de 1966 ("Agosto rojo"), Mao reunió formalmente a un millón de Guardias rojos en un mitin en la Plaza de Tian'anmen, donde les entregó un brazalete especial para demostrar su apoyo al movimiento y a sus objetivos. Esta reunión significó el inicio de la participación de los guardias rojos en la implementación de los objetivos de la Revolución Cultural. Un gran número de miembros de las "Cinco Categorías Negras" fueron perseguidos e incluso asesinados.

### Destruye los «cuatro viejos»
El XI Pleno del Partido, reunido en agosto de 1966, había ratificado los "Dieciséis Artículos", un documento que determinaba los objetivos de la Revolución Cultural y destacaba el rol que se demandaría desempeñaran los estudiantes en el movimiento. Tras la reunión de agosto, el Grupo de la Revolución Cultural encauzó a los Guardias rojos para que atacaran a los "Cuatro Antiguos" de la sociedad china (costumbres antiguas, cultura antigua, hábitos antiguos e ideas antiguas). Durante el resto del año, los Guardias rojos marcharon a lo largo de China en una campaña para erradicar los "Cuatro Viejos".
En este proceso, destruyeron libros y arte antiguo, saquearon museos, renombraron calles con nuevos nombres revolucionarios y adornaron estas con imágenes y frases de Mao. Muchos templos famosos, santuarios y otros sitios históricos fueron atacados y, en total, se destruyeron 4.922 de los 6.843 sitios existentes. No obstante, los ataques a la cultura descendieron rápidamente a cambio de un incremento de ataques sobre personas. Ignorando los lineamientos de los "Dieciséis Artículos" que estipulaban que debían usar más la persuasión que la fuerza para producir la Revolución Cultural, se denunció a oficiales en posiciones de autoridad y "elementos burgueses", quienes sufrieron ataques físicos y psicológicos. Los intelectuales debieron soportar la peor parte de estos ataques. Un informe oficial de octubre de 1966 detalló que los Guardias rojos ya habían arrestado a 22.000 contrarrevolucionarios.

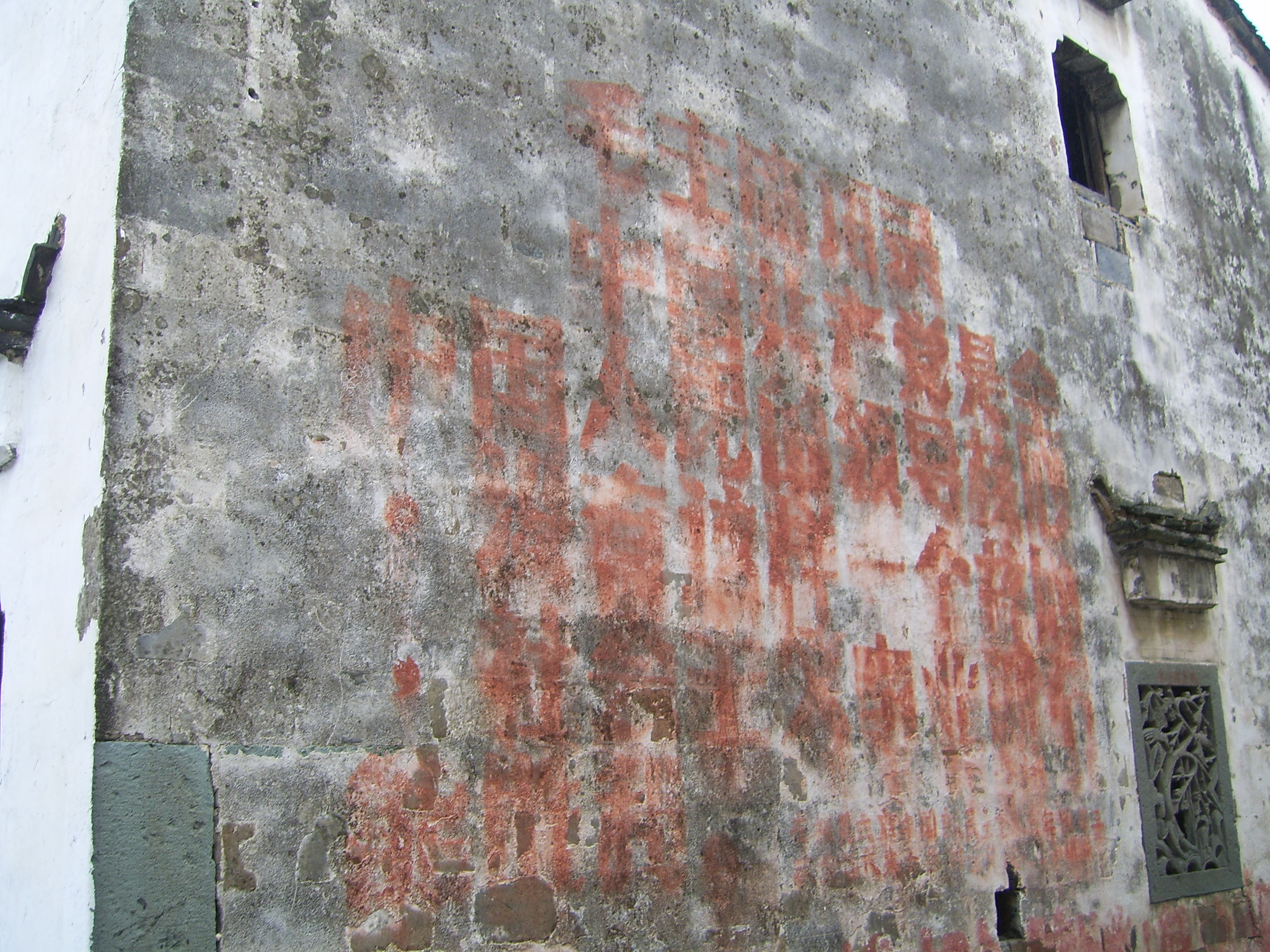
Citas de Mao escritas por los Guardias rojos en un muro de Zhuji, en la provincia de Zhejiang.

También se asignó a los Guardias rojos la extirpación de todo aquel que tuviera tendencias capitalistas (con supuestas posiciones de derecha) en posiciones de autoridad. Esta pesquisa debía extenderse hasta el escalafón más alto del Partido Comunista, siendo atacados muchos oficiales de alto rango del Partido, tales como Liu Shaoqi, Deng Xiaoping y Peng Dehuai, tanto verbal como físicamente. Sin embargo, los Guardias Rojos no realizaron sus actividades sin ser cuestionados. Así, cuando ingresaron a fábricas y otros sectores de producción, encontraron resistencia en forma de grupos de trabajadores y campesinos que estaban dispuestos a mantener el statu quo. Además, hubo amargas divisiones al interior del propio movimiento de Guardias rojos, especialmente con las líneas sociales y políticas. A menudo, los estudiantes más radicales se encontraron a sí mismos en conflicto con los Guardias rojos más conservadores.

### Enfrentamientos con el Ejército Popular de Liberación
La diligencia en Pekín también intentó simultáneamente contener y estimular al movimiento de Guardias rojos, con lo que se agregó confusión a la ya caótica situación. De una parte, el Grupo de la Revolución Cultural reiteró sus llamados a la no violencia; pero, de otra parte, se ordenó al Ejército Popular de Liberación apoyar a los Guardias rojos con el transporte y el alojamiento y hubo ocho mítines en la Plaza de Tian'anmen entre el 18 de agosto y el 26 de noviembre de 1966 (en total, 12 millones de Guardias rojos viajaron a ver a Mao en estos mítines). No obstante, para fines de 1966, la mayor parte del Grupo de la Revolución Cultural opinaba que los Guardias rojos se habían convertido en una desventaja política. La campaña contra aquellos "de línea capitalista" llevó a la anarquía, las acciones de los Guardias rojos llevaron al conservadurismo entre los trabajadores chinos y la falta de disciplina y el faccionalismo del movimiento convirtieron a los Guardias rojos en elementos políticamente peligrosos. Por ello, en 1967, se tomó la decisión de desaparecer el movimiento estudiantil.

## El fin del movimiento
Para febrero de 1967, la opinión política central había decidido eliminar a los Guardias rojos de la escena de la Revolución Cultural para conseguir estabilidad. En febrero y marzo, el Ejército Popular de Liberación suprimió a la fuerza los grupos más radicales de Guardias rojos en las provincias de Sichuan, Anhui, Hunan, Fujian y Hubei. También se ordenó a los estudiantes que volvieran a las aulas y el radicalismo fue tildado de "contrarrevolucionario" y prohibido; sin embargo, en la primavera de 1967, hubo una amplia reacción violenta contra las supresiones, con ataques de estudiantes sobre cualquier símbolo de autoridad y unidades del Ejército Popular de Liberación. Como resultado, el 5 de septiembre de 1967, por orden de Mao, el Grupo de la Revolución Cultural, el Consejo de Estado y el Comité Central de Asuntos Militares del Ejército Popular de Liberación instruyeron al ejército para que restaurara el orden en el país.
Durante el año siguiente, el ejército aplastó violentamente al movimiento nacional de Guardias rojos, con represiones a menudo brutales. Por ejemplo, una alianza radical de grupos de Guardias rojos en la provincia de Hunan denominada "Sheng Wu Lien" participó en enfrentamientos con unidades locales del ejército y, en la primera mitad de 1968, fue suprimida a la fuerza. Al mismo tiempo, en la provincia de Guangxi, el ejército llevó a cabo ejecuciones masivas de Guardias rojos que no tuvieron precedente en su naturaleza en la Revolución Cultural.
Los últimos remanentes del movimiento fueron vencidos en Pekín en el verano de 1968. Según se dice, en una audiencia de líderes de los Guardias rojos con Mao, este les informó gentilmente del fin del movimiento con una lágrima en sus ojos; sin embargo, la represión de los estudiantes por el ejército no fue tan apacible. Después del verano de 1968, algunos estudiantes más radicales continuaron viajando a lo largo de China y jugaron un papel no oficial en la Revolución Cultural; pero, para entonces, el rol fundamental y oficial del movimiento había terminado.

## Divisiones
Como resultado del desorden innato de los Guardias desde su formación, y de la falta de un liderazgo verdadero para dar órdenes, al poco tiempo se desarrollaron muchos grupos que se llamaron a si mismos «Guardias rojos». Mao no se opuso a esa tendencia, que dio a la revolución un aspecto de popularidad y espontaneidad de las bases. En 1967 los facciones empezaron a discutir entre ellas de vez en cuando, alrededor de desacuerdos ideológicos, a menudo según razones personales y cínicas en conflictos que equivalieron a guerras de "territorio".

### Wuhan, julio de 1967
En Wuhan aquel escenario escalaba a proporciones que casi llegaron a una guerra civil en el estado comunista, cuando el General Chen Zaido del Ejército Popular de Liberación decidió dar la espalda a la facción moderada de Guardias rojos Cuartel General de los Trabajadores de Wuhan (CGTW) en favor de sus rivales, la Un Millón de Héroes. El Primer Ministro de China Zhou Enlai ordenó al Gen. Chen cesar su apoyo a los Un Millón de Héroes, diciéndole que es la voluntad de Mao que el CGTW prevaleciera. Zhou envió el 16 de julio a sus subordinados promaoístas Xie Fuzhi y Wang Li a Wuhan para dar un ultimátum al Gen. Chen. En vez de acatar las órdenes, los soldados del general detuvieron a Xie y a Wang, golpeándolos y entregándolos a la facción Un Millón de Héroes. El 20 de julio, el mismo Zhou volaba a Wuhan, pero las fuerzas leales a Chen impidieron aterrizar a su avión. Zhou respondió enviando tres divisiones de Infantería, cañoneros de la Armada del Ejército Popular de Liberación, y aviones de caza para confrontarlo. Chen se rindió ante Pekín y el 25 de julio se acabó el incidente, regresando los oficiales maoístas a la capital.

### La lucha por controlar a los Guardias
Mao reconoció previamente el peligro del desafío militar, y Wuhan sería uno de los sucesos que causaron el distanciamiento entre Mao y su aliado Lin Biao. Lin se opuso a la formación de una fuerza fantasma de militantes paralela al EPL. Los Guardias Rojos formaron zonas por lo general autónomas, como la Comuna de Shanghái, acciones que preocuparon tanto a Lin como a Mao.

## Víctimas

### Personas
Los objetivos favoritos de ataques eran intelectuales conocidos que tenían opiniones menos revolucionarias que las ideas maoístas, especialmente personas en la administración china que fueron rivales de Mao.
- Políticas: Las víctimas más reconocidos de ellos (con años de muerte entre paréntesis) fueron el presidente nominal de China Liu Shaoqi (1969) y el ex-ministro de defensa Mariscal Peng Dehuai (1974; de cáncer, tras ocho años en cautiverio).

- Los escritores comunistas y críticos de Mao (o demasiados "burgueses") como Lao She (1966; suicidio por ahogo) y Wu Han (1969), y el historiador Jian Bozan (1968, suicidio).

- Las víctimas que sobrevivieron las purgas incluyeron al Secretario General del Partido Comunista de China (PCC) y administrador principal del estado Deng Xiaoping y al alcalde pequinés Peng Zhen, los cuales regresaron al poder tras años de encarcelamiento o exilio interno.

Los apodos peyorativos de los enemigos de la revolución incluían explotadores, capitalistas y contrarrevolucionarios. Se imprimieron carteles que mostraban a Deng y Liu como mercaderes de los métodos "antiguos". Los enemigos de la revolución fueron enumerados en la lista de los Nueve Ancianos Fétidos (臭老九):
- 1. Terratenientes.
- 2. Granjeros ricos (que ya no existían tras el Gran Salto Adelante, pero se incluyeron para privar de sus propiedades a personas).
- 3. Contrarrevolucionarios.
- 4. Malas influencias (vicios).
- 5. Derechistas.
- 6. Traidores.
- 7. Espías.
- 8. Explotadores capitalistas.
- 9. Intelectuales.

Otra agrupación de los enemigos fueron las Cinco Categorías Negras (chino: 黑五類; pinyin: hēiwǔlèi), que no incluye intelectuales, espías, traidores, ni explotadores capitalistas.
La categoría de intelectuales fue puesta en último lugar a propósito, para denigrarlos como parásitos que solo reprimen la potencia de la sociedad china para mantener el estatus quo. Los ataques contra intelectuales fueron una regresión a las tácticas de Mao en la década de 1950 y la Campaña de las Cien Flores.

### Cuatro Antiguos

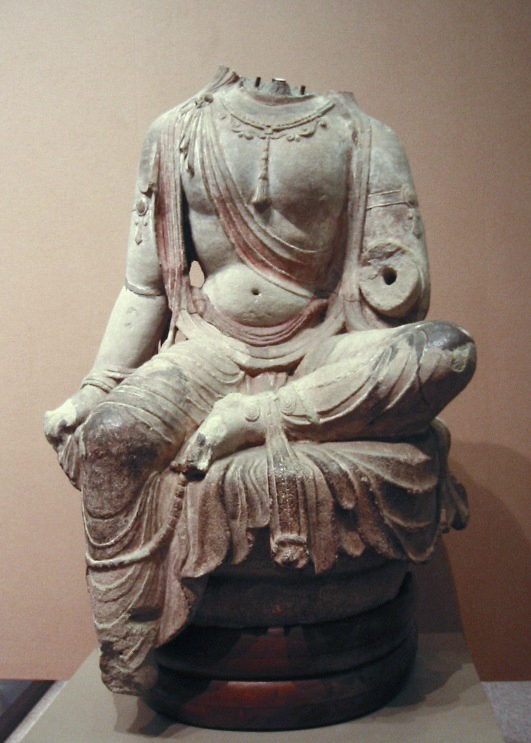
Una estatua de la Dinastía Tang destrozada por los Guardias rojos durante una campaña contra la cultura antigua.

Un objetivo primordial de Mao en la revolución fue de promocionar su propio culto a la personalidad. Mao quería fabricar una nueva sociedad de chinos libres de influencias de la historia ilustre (en su opinión atrasada) del país. Para lograr la destrucción de todas las "restricciones" culturales, los Guardias (con el permiso e impulso de Mao) dirigieron ataques contra los «Cuatro Antiguos»:
- Costumbres antiguas
- Cultura antigua: Obras de arte de periodos anteriores.
- Hábitos antiguos: Vicios como el fumar opio.
- Ideas antiguas: Literatura antigua y nueva, religión (especialmente templos budistas e iglesias).[22]

Jiang Qing, la esposa del dictador conocida además como Madame Mao, tuvo la tarea de definir quien caía bajo la categoría de los Cuatro Antiguos.
Los Guardias gritaron lemas cortos contra los Cuatro Antiguos, por ejemplo:
Destruir...
- ... a los Cuatro Antiguos, ordenar a los Cuatro Nuevos (versiones nuevas).
- ... a los malos elementos (criminales y delincuentes, i.e. narcómanos y fumadores de opio).
- ... al imperialismo.
- ... a la religión extranjera/los seguidores de Jesús (cristianismo).
- ... a los contrarrevolucionarios.[23]

Escenas comunes en China en los años 1966-76 incluían la quema de bibliotecas, la destrucción de templos budistas u otros lugares de culto, y la prohibición de leer literatura y obras teatrales clásicas o prerevolucionarias. También fueron prohibidas las obras de escritores o dramaturgos comunistas que cayeron en desgracia ante Mao o sus allegados.

## Herencia en la «Nueva China»
El tema de los Guardias rojos, como la Revolución Cultural en general, tiene pesados estigmas en la sociedad de la China comunista hasta hoy. El hecho que el nuevo régimen que llegó al poder en los años 1976-1978 fuera de oficiales moderados como Deng Xiaoping dio un pretexto para juzgar a la gente dirigente en la revolución, entre ellos Wang Hongwen, el capataz de facto de los Guardias rojos. Pero la reacción contra los Guardias y sus ideas de la ultra-izquierda ocurrió en el contexto del PCC, y en aquel proceso Deng y su gobierno pasaron por alto el papel central que tuvo el propio Mao Zedong en las purgas de 1966-76, y que las denuncias de Liu, Deng, Chen Boda, y las otras víctimas fueron el resultado de una rencilla personal que guardaba Mao contra sus enemigos dentro del partido.

## Representación en las artes
Desde el fin de la Revolución Cultural, los Guardias tienen un papel muy visible en la descripción del periodo en la literatura y la cinematografía basados en el suceso.
- Red Scarf Girl (Muchacha del Pañuelo Rojo): Una novela de juventud escrita por Ji-li Jiang a cerca de las experiencias de una muchacha de edad 12 durante los años primeros de la Revolución Cultural. En varias escenas la familia de Ji-li Jiang es humillada en demostraciones por los Guardas que victimizaron a familias negras como ellos.[24]

- Otros escritores como Jung Chang (Cisne Salvajes),[25] Liang Heng (Hijo de la Revolución), y Fan Chen (Banda de Uno) hablan de su juventud como Guardas Rojos o como víctimas de ellos.

Casi todos los relatos alrededor del tema son de personas que eran jóvenes durante el periodo y vivieron la Revolución Cultural como ellos proceso de desarrollarse en adultos.

### En la cultura popular
- En El último emperador (1987), un guardia rojo aparece cerca del final de la película humillando al alcaide que trató amablemente a Puyi, el último Emperador de China.
- En la película Vivir (1994), aparecen Guardias rojos en unas cuantas escenas, mostrando sus varios tipos de actividades.
- En la película Adiós a mi concubina (1993), los Guardias rojos humillan a Cheng Dieyi y a Duan Xiaolou cuando tratan de deponer a la antigua sociedad.
- En la película El violín rojo (1998), los guardias rojos critican públicamente las enseñanzas del maestro de música de una escuela, pues enseñaba el violín, considerado «instrumento burgués». En otra escena, vemos múltiples violines siendo incinerados en el patio de la escuela, mientras se escucha cómo las cuerdas se revientan.
- En la película The Blue Kite (1993), los condiscípulos de Tei Tou llevan las bufandas rojas de los guardias rojos y la película termina con una denuncia de los guardias rojos.
- La autobiografía de Jung Chang, titulada Los cines salvajes, describe las atrocidades cometidas por los Guardias rojos.
- En Hong Kong, los canales TVB y ATV describen a menudo la brutalidad de los Guardias rojos en las películas y series dramáticas. Aunque son raramente retratados en películas y programas televisivos producidos en China continental.
- El videojuego Command & Conquer: Generals llama erróneamente «Guardia Roja» a las unidades estándar de infantería china.
- La novela sobre la Revolución Cultural de Ji-Li Jiang, titulada La muchacha de bufanda roja, describe profusamente a los guardias rojos. El personaje principal desea a menudo convertirse en una de ellos.
- En el libro Hijo de la Revolución, el principal personaje se convierte en guardia rojo a los doce años, a pesar de los años de persecución que sufrió su familia a causa de los guardias rojos.
- En la autobiografía Banda de Uno, Fan Shen provee relatos de primera mano de su juventud como guardia rojo.
- Li Cunxin hace referencia repetidamente a los Guardias rojos en su autobiografía, El último bailarín de Mao.